# Studio 100
Studio 100 is een Belgisch bedrijf in de amusementssector. Het bedrijf produceert televisieprogramma's, muziek, films, musicals, strips en merchandise en het beschikt over een aantal themaparken in zowel België als daarbuiten. 

Voormalig logo van Studio 100

## Geschiedenis

### Voor 1996: Opkomst vanSamson en Gert
Gert Verhulst was oorspronkelijk omroeper bij het toenmalige BRT. Verhulst wilde het aankondigen van de kinderprogramma's opvrolijken. Hij raakte via producer Hans Bourlon in contact met de Vlaamse acteur Danny Verbiest. Na een brainstorm werd Samson geboren. In de kerstvakantie van 1989 vergezelde de sprekende hond voor het eerst Verhulst tijdens het omroepen van de kinderprogrammatie. Samson was een doorslaand succes. Vanaf het najaar van 1990 kregen Samson en Gert een eigen tv-programma. In 1991 stonden de acteurs van de serie voor het eerst samen op het podium in de Koningin Elisabethzaal in Antwerpen in de Samson & Gert Kerstshow.

### 1996-1997: Oprichting van Studio 100 en opkomst vanKabouter Plop
Naast de reeks kwamen er al snel diverse merchandiseartikelen op de markt, zoals videobanden, cd's en speelgoed. Het succes van Samson & Gert was zodanig groot, en de activiteiten rond het format waren zo breed, dat de BRT het concept maar moeilijk gemanaged kreeg. Door dit gegeven en een grote drang naar onafhankelijkheid, beslisten Verhulst, Bourlon en Verbiest om met hun format (Samson & Gert) uit de BRT te stappen, en hun eigen productiehuis op te richten: 'Studio 100'. Al snel na de oprichting van Studio 100, zaten de drie oprichters samen om een nieuw format te bedenken. Dit werd Kabouter Plop. De avonturen van de kabouters Plop, Lui, Kwebbel en Klus kwamen op 27 augustus 1997 voor het eerst op tv in zowel België als Nederland. De Kabouterdans van Plop stond wekenlang in de hitlijsten van zowel België als Nederland.

### 1998-2004: Musicals, films en Plopsaland
Na de succesvolle start met Kabouter Plop, gingen Verbiest, Verhulst en Bourlon op zoek naar een nieuwe uitdaging. In 1998 produceerde Studio 100 zijn eerste familiemusical Sneeuwwitje, waarvan meer dan 70.000 tickets verkocht werden. Vanwege het grote succes van de musical werden in de daaropvolgende jaren nog meer bekende sprookjes in een musicaljasje gestoken, waaronder Assepoester, Pinokkio en Robin Hood. In 1999 verscheen De Kabouterschat, de allereerste bioscoopfilm geproduceerd door Studio 100, in de bioscopen. De film was een doorslaand succes, waarna het bedrijf ook in de filmindustrie aanwezig bleef. Ook op het vlak van televisieprogramma's bleef het bedrijf niet stilzitten. Programma's als Wizzy en Woppy, Big & Betsy, Piet Piraat en Spring zagen het levenslicht en werden door het Vlaamse en Nederlandse publiek omarmd. Tevens nam het bedrijf de meidengroep K3 onder de armen.
Eind 1999 maakte Studio 100 de gok om samen met de VMMa  het Meli Park in De Panne over te nemen. Het park werd in enkele maanden tijd omgebouwd naar Plopsaland De Panne. De gok bleek goed uit te pakken. Anno 2017 ontving Plopsaland De Panne jaarlijks meer dan 1,2 miljoen bezoekers.

### 2005-2008: Anubis en het verlangen naar internationaal succes
In 2005, na de vijftiende verjaardag van Samson & Gert, stapte Verbiest op bij Studio 100 en verkocht hij zijn aandelen van het bedrijf aan Verhulst en Bourlon. Een jaar later besloten de twee overige aandeelhouders om op zoek te gaan naar een nieuwe partner en aandeelhouder. Fortis Private Equity stapte in het bedrijf, waardoor zowel Bourlon, Verhulst als Fortis Private Equity nu een derde van de aandelen van Studio 100 bezitten. Naast het opstappen van Verbiest, nam Studio 100 de aandelen van de VMMa in Plopsaland over, waardoor sinds 2005 Plopsa voor 100% een dochteronderneming van Studio 100 is.
In 2006 deed Anjali Taneja een programmavoorstel aan Studio 100, genaamd Het Huis Anubis. Studio 100 zag wel wat in het format en samen met Taneja werd het idee verder uitgewerkt tot een volwaardige reeks. Nickelodeon kocht de reeks aan om uit te zenden in Vlaanderen en Nederland. De reeks groeide uit tot een internationale bestseller met een Duitse en Amerikaanse herbewerking.
Nu Studio 100 merkte dat de Vlaamse en Nederlandse markt verzadigd raakte, richtte het bedrijf zijn pijlen op het buitenland. In 2008 deed zich een buitenkansje voor. EM.Sport Media zette dochteronderneming E.M. Entertainment in de vitrine. Studio 100 kocht het bedrijf over voor € 41 miljoen euro en werd daardoor eigenaar van formats als Maja de Bij en Wickie de Viking.

### 2009-heden: Internationale doorbraak
Door de overname van E.M. Entertainment kwam de internationale doorbraak van Studio 100 in een stroomversnelling. In het pas opgerichte Studio 100 Animation te Parijs werd gestart met de ontwikkeling van animatieseries, gebaseerd op een aantal populaire figuren uit de E.M.-catalogus. Naast het werk in de Parijse animatiestudio werd ook bij Flying Bark Productions in Australië groen licht gegeven voor de productie van nieuwe animatieseries.
In 2010 zag de Plopsadivisie een buitenkansje in Holiday Park, een verlieslijdend Duits attractiepark. In de daaropvolgende seizoenen werd het park gethematiseerd met de figuren uit de Studio 100 Media-catalogus en werden er nieuwe attracties en themagebieden gebouwd.
In 2012 ging de hernieuwde animatiereeks van Maja de Bij in première op de Franse zender TF1. De reeks werd aan meer dan 120 landen verkocht.
In 2013 werd Studio 100 Film opgericht. Het in München gelegen bedrijf richt zich op de internationale verkoop van de door Studio 100 geproduceerde animatiefilms en coproduceert daarnaast ook zelf animatiefilms.
In 2017 nam Studio 100 een meerderheidsparticipatie van 68% in het Duitse Made for Entertainment (m4e). De m4e-catalogus bevat 2.300 'halve uren' televisie, waaronder Tip de Muis, Mia and Me en Lizzie McGuire. Op termijn mikt Studio 100 op een samensmelting van Studio 100 Media en m4e. In december 2017 zette Studio 100 de internationale expansie verder door via de acquisitie van de Amerikaanse animatiestudio Little Airplane Productions.

## Bedrijfsonderdelen
Studio 100 nv fungeert als hoofdkantoor en moederbedrijf van de verschillende divisies van de Studio 100 Group en is daarnaast actief als productiehuis voor de Benelux-markt.
De voornaamste activiteiten van de Group zijn in verschillende divisies opgesplitst en hebben een basis in verschillende landen. De voornaamste divisies zijn:
- Studio Plopsa (met hoofdkantoor in De Panne): huist de pretparkactiviteiten van de Studio 100 Group.
- Studio 100 Media (met hoofdkantoor in München): internationale distributiepoot van de Studio 100 Group.
- Studio 100 Animation (met hoofdkantoor in Parijs): animatiestudio in Parijs.
- Studio 100 Film (met hoofdkantoor in München): richt zich op de internationale verkoop van animatiefilms.

Naast de verschillende divisies zijn er nog een aantal (kleinere) onderdelen van de Group in verschillende vennootschappen ondergebracht, waaronder Njam! nv (producent van kookprogramma's voor het eigen kookkanaal), Dedsit, Impact Entertainment (theaterbureau in Nederland) ...

## Producties
Studio 100 is naast producent van televisieprogramma's ook producent van musicals en films.

## Muziek
Buiten de muziek die bij de televisieprogramma's hoort, heeft Studio 100 ook afzonderlijke muzikanten en groepen:

### Huidige artiesten
- K3 (2002-heden, gekocht van Niels William)
- Studio 100 band (2011-heden)

### Voormalige artiesten
- 6 Teens (2001-2004)
- Spring (2002-2008)
- TopStars (2004-2006)
- Bo en Monica (2006-2007)
- Radio BemBem band (2008-2009) vervangen door Studio 100 TV Band
- De Dalton Sisters (2008-2010)
- Niels Destadsbader (2009-2010)
- Studio 100 TV Band (2009-2011) nieuwe naam voor Radio BemBem band
- Wir 3 (2007-2010) Duitse K3
- Free Souffriau (2009-2012)
- Ghost Rockers (2014-2019)
- Campus 12 (2018-2020)

## Pretparken
Studio 100 is eigenaar van negen pretparken, verdeeld over België, Nederland, Duitsland, Tsjechië en Polen. Het Poolse pretpark in Kownaty is gebouwd in samenwerking met het Nederlandse Momentum Capital.

## Prijzen
- 2007 - Vlaamse Musicalprijs voor Bijzondere verdienste, omdat zij op het vlak van musical veel jonge mensen de kans boden om uit te groeien tot talenten
- 2008 - Musical Award voor mooiste decor van de musical Pinokkio (ontwerp Piet De Koninck)
- 2008 - Gert Verhulst en Hans Bourlon wonnen in 2008 samen de prijs Manager van het Jaar van het tijdschrift Trends
- 2009 - Onderneming van het Jaar, een jaarlijks toegekende prijs van Ernst & Young